# Храковичский сельсовет
Храковичский сельсовет (белор. Хракавiцкі сельсавет) — упразднённая административная единица на территории Брагинского района Гомельской области Республики Беларусь. Административный центр — деревня Старые Храковичи.

## История
20 января 2005 года деревня Чернев упразднена, 20 августа 2008 года — деревни Верховая Слобода, Выгребная Слобода, Жердное, Ляды, Нежихов, Новый Степанов, Пересетинец, Пирки, Пучин, Старый Степанов, Сувиды.
С 29 ноября 2005 года исключена из данных по учёту административно-территориальных и территориальных единиц деревня Целуйки.
11 декабря 2009 года Храковичский сельсовет Брагинского района упразднён, его населённые пункты включены в состав Чемерисского сельсовета.

## Состав
Храковичский сельсовет включал 9 населённых пунктов:
- Грушное — деревня
- Двор-Савичи — деревня
- Калининский — посёлок
- Ленинский — посёлок
- Новая Гребля — деревня
- Новые Храковичи — деревня
- Просмычи — деревня
- Савичи — деревня
- Старые Храковичи — деревня

Упразднённые населённые пункты на территории сельсовета:
- Верховая Слобода  — деревня
- Выгребная Слобода — деревня
- Жердное — деревня
- Ляды — деревня
- Нежихов — деревня
- Новый Степанов — деревня
- Пересетинец — деревня
- Пирки — деревня
- Пучин — деревня
- Старый Степанов — деревня
- Сувиды — деревня
- Чернев — деревня
- Целуйки — деревня[2]